# Гранд Вю
Гранд Вю (на английски: Grand View) е град в окръг Оуайхи, щата Айдахо, САЩ. Гранд Вю е с население от 470 жители (2000) и обща площ от 1,5 km². Намира се на 718 m надморска височина. ЗИП кодът му е 83624, а телефонният му код е 208.